# 黄琨 (人大代表)
黄琨（1969年—），广东陆丰人，汉族，中华人民共和国政治人物、第十二届全国人民代表大会广东地区代表。
毕业于武汉大学成人教育学院法律专业。2013年，担任全国人大代表。